# 锡格马林根县
锡格马林根县（德語：Landkreis Sigmaringen）是德国巴登-符腾堡州的一个县，隶属于蒂宾根行政区，首府锡格马林根。

## 地理
北面与罗伊特林根县，东面与比伯拉赫县和拉芬斯堡县，南面与博登湖县，西南面与康斯坦茨县，西面与图特林根县和措伦阿尔布县相邻。